# 희치
희치(姬置, ? ~ 기원전 84년) 또는 희매(姬買)는 전한 중기의 제후로, 주나라 왕실의 후손이다.

## 생애
원봉 4년(기원전 107년), 아버지 희가의 뒤를 이어 주자남군(周子南君)에 봉해졌다.
주자남군 치 24년(기원전 84년)에 죽었고, 아들 희당이 작위를 이었다.

## 출전
- 사마천, 《사기》 권20 건원이래후자연표
- 반고, 《한서》 권18 외척은택후표